# Обратный отсчёт (фильм, 2006)
«Обратный отсчёт» — российский остросюжетный художественный фильм 2006 года, поставленный режиссёром Вадимом Шмелёвым.

## Сюжет
Ровно через 48 часов в Москве прогремит взрыв. Организатор теракта  — известный террорист Хадид. Это последняя информация, которую успевает передать перед смертью секретный агент. К расследованию подключаются все спецслужбы, но лишь независимая оперативная группа, которую возглавляет полковник ФСБ Нечаев, может предотвратить взрыв. Вокруг себя он собрал довольно пёструю и эксцентричную команду: хакер Анна, взломавшая сайт Пентагона и отбывающая в отделе «условный» срок; безбашенный оперативник Макс, не останавливающийся ни перед чем; слепой сапёр Крот, потерявший глаза во время неудачного разминирования, но чующий взрывчатку; психолог Ольга, являющаяся контролёром от высшего начальства. В какой-то момент группу из-за интриг «коллег» отстраняют от расследования из-за «неуправляемости», но её сотрудники продолжают расследование и предотвращают взрыв.

## В ролях
| Актёр             | Роль                       |
| ----------------- | -------------------------- |
| Андрей Мерзликин  | Макс, старший лейтенант    |
| Леонид Ярмольник  | Крот                       |
| Оксана Акиньшина  | Анна                       |
| Максим Суханов    | Нечаев, полковник ФСБ      |
| Анастасия Макеева | Ольга, майор ФСБ, психолог |
| Олег Штефанко     | Мартин                     |
| Андрей Ильин      | Гришин                     |
| Павел Сметанкин   | Хадид                      |
| Александр Устюгов | помощник Мартина           |
| Роман Шумилов     | работник ФСБ               |

## Компьютерная игра
Компания Бука выпустила по мотивам фильма одноимённую игру для PC.

## Съемочная группа
- Режиссёр — Вадим Шмелёв
- Продюсер — Валерий Тодоровский, Илья Неретин
- Сценарист — Денис Карышев
- Оператор — Юрий Райский
- Художник-постановщик — Юрий Карасик
- Художник по костюмам — Алла Киреева
- Художник по гриму — Сергей Иванов
- Звукорежиссёры — Сергей Чупров, Олег Шлосс
- Оператор steadycam — Александр Вдовенко
- Постановщик трюков — Валерий Деркач
- Визуальные эффекты: студия «Бегемот»